# Sphenoptera antiqua
Sphenoptera antiqua es una especie de escarabajo del género Sphenoptera, familia Buprestidae. Fue descrita científicamente por Illiger en 1803.

## Distribución
Habita en la región paleártica.